# Шишлі
Шишлі (тур. Şişli) — один із 39 районів Стамбула, Туреччина. Розташований на фракійській стороні міста, межує з Бешикташем на сході, Сариєром на півночі, Еюпом та Кагитхане на заході та Бейоглу на півдні. В 2009 році населення Шишлі складало 316 058 осіб.

## Історія
До 1800-х років Шишлі був сільською місцевістю, терен використовували для полювання, сільського господарства та відпочинку. Початок забудови припав, як житловий район середнього класу, на останні роки Османської імперії та перші роки Турецької Республіки (кінець 19 — початок 20 століть). Французька культура мала важливий вплив у цей період, і широкі проспекти Шишлі були забудовані великими кам'яними будівлями з високими стелями та кованими балконами в стилі модерн. Цей торговий середній клас складався з євреїв, греків, вірмен та турок, багато з яких побудували будинки в Шишлі після великої пожежі, що спустошила сусідній район Пера (нині Бейоглу) в 1870 році. На початок ХХІ сторіччя кілька сімей з місцевої вірменської громади Стамбула мешкає у кварталі Куртулуш в Шишлі. Цей район також був популярний серед торгових сімей левантинців, які оселились у Стамбулі для торгівлі або мали контракт з Османською імперією. Шишлі приваблював мігрантів з колишніх володінь у Греції та на Балканах. Наприкінці 19 століття Шишлі був одним з перших районів, де прокладено трамвайні лінії, електромережу та природний газ. У цей період тут були побудовані дитячий будинок Дарюладжезе та велика лікарня Шишлі-Етфал, а також французькі школи Святого Мішеля та Нотр-Дам де Сіон.
Після заснування Турецької Республіки в 1920-х роках продовжувався будівельний бум. Цей район ще був осередком середнього класу, а також тут жили торговці, письменники та поети, у Шишлі будували театри, кав'ярні та інші культурні осередки. В 1950-х роках тут був побудований готель Hilton Istanbul Bosphorus та багато інших.
З 1950-х років сільське населення Анатолії почало мігрувати до Стамбула в пошуках роботи. У більшості випадків вони незаконно будували собі оселі на незатребуваній або державній землі (див. геджеконду), головний осередок цих нетрів — Меджидієкьой.

Адміністративний поділ району Шишлі

## Адміністративний поділ
- 19 Маїс[tr]
- Бозкурт[tr]
- Джумхурієт[tr]
- Дуатепе[tr]
- Ергенекон[tr]
- Есентепе[tr]
- Ескішехір[tr]
- Ферікой[tr]
- Фулья (Шишлі)[tr]
- Гюлбахар[tr]
- Халаскаргазі[tr]
- Халіде Едіп Адивар[tr]
- Халіл Рифат Паша[tr]
- Харбіє[tr]
- Іньоню[tr]
- Іззетпаша[tr]
- Каптанпаша[tr]
- Куштепе[tr]
- Махмут Шевкет Паша[tr]
- Меджидієкой[tr]
- Меркез[tr]
- Мешрутієт[tr]
- Паша[tr]
- Тешвікіє[tr]
- Яйла[tr]

## Туристичні пам'ятки
Музеї та історичні місця
- Стамбульський військовий музей
- Музей Ататюрка[en]
- Ихламур
- Пам'ятник Свободи

Спортивні споруди
- Тюрк-Телеком-Арена

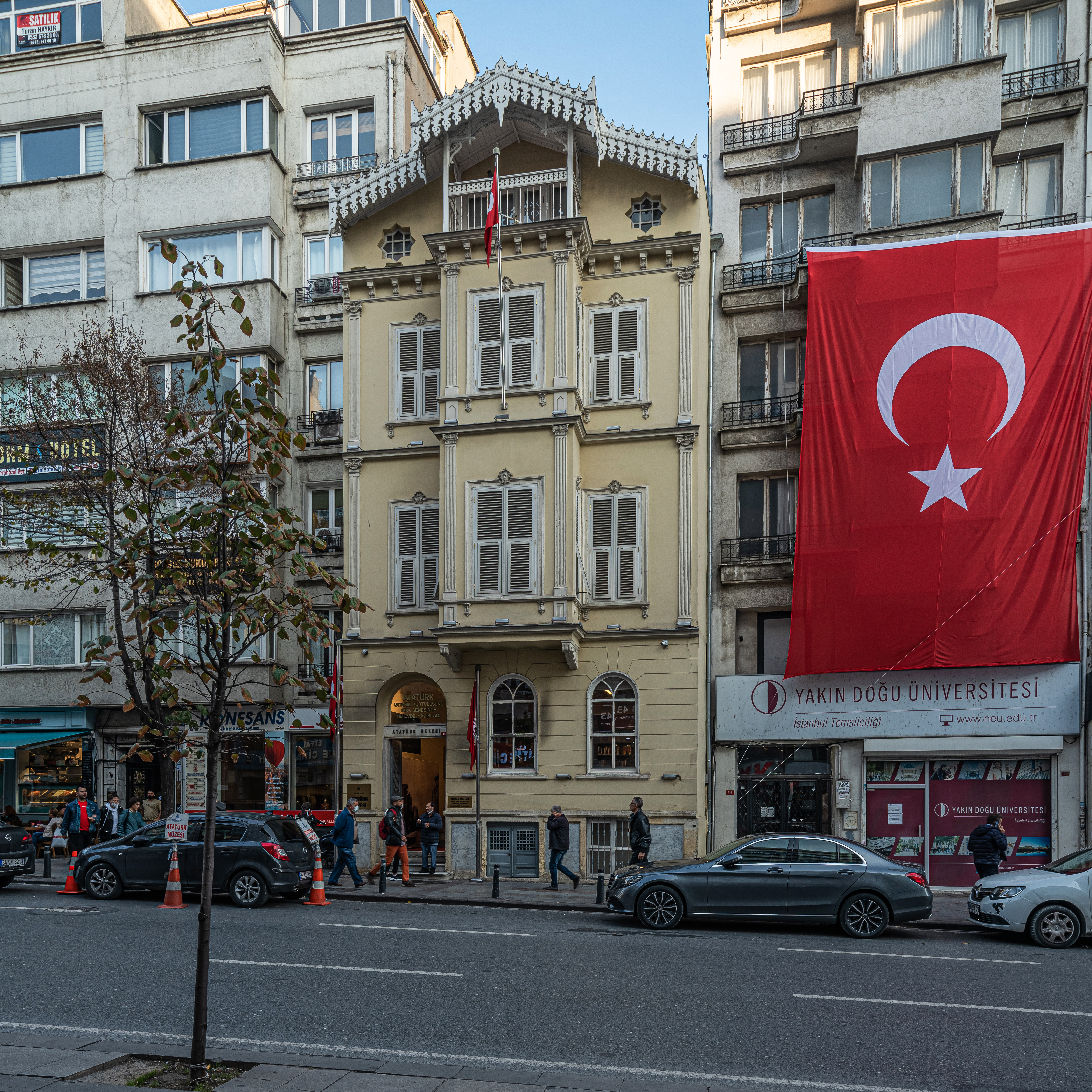
Будинок Мустафи Кемаля Ататюрка, наразі Музей Ататюрка (Шишлі) у центрі Шишлі.

- Стамбульський виставковий та конгресовий центр Лютфі Кирдар

Розважальні споруди
- Концертний зал Джемаль Решит Рей[en]
- Театр простонеба Джеміль Топузлу[en]

Релігійні споруди
- Мечеть Шишлі
- Мечеть Тешвікіє[en]
- Собор Святого Духа

Торгові центри
- Джевахір
- Каньйон (торговий центр)[en]
- MetroCity AVM[en]
- Profilo Shopping Center[en]

Хмарочоси
- Diamond of Istanbul[en]
- Istanbul Sapphire
- Сабанджи-Центр[en]
- Şişli Plaza[en]